# Russki Newsweek
Russki Newsweek (russisch: Русский Newsweek) war eine in Moskau erscheinende Wochenzeitschrift. Sie wurde vom Verlag Axel Springer Russia (russisch: Аксель Шпрингер Раша) herausgegeben.
Russki Newsweek erschien als Lizenzausgabe des amerikanischen Nachrichtenmagazins Newsweek seit Juni 2004, nachdem eine langjährige Kooperation zwischen Newsweek und dem russischen Nachrichtenmagazin Itogi beendet worden war. Im Oktober 2010 stellte der Verlag die Zeitschrift aus wirtschaftlichen Gründen ein. Die letzte Ausgabe erschien am 18. Oktober 2010. Das Blatt kam im Format A 4 in Farbe heraus, seine Auflage lag – Verlagsangaben zufolge – bei 45.000. Sie wurde in den größeren Städten Russlands verkauft. Chefredakteur war zuletzt Michail Fischman.
Beim Wettbewerb World Press Photo 2006 wurde das Blatt als einzige russische Publikation mit einem ersten Preis in der Kategorie Daily life ausgezeichnet.